# Edith Eckbauer
Edith Eckbauer z d. Baumann (ur. 27 października 1949 w Monachium) – niemiecka wioślarka reprezentująca RFN, brązowa medalistka igrzysk olimpijskich i mistrzostw świata.

## Kariera sportowa
Wystąpiła na igrzyskach olimpijskich w Montrealu w 1976, gdzie wraz z Theą Einöder zdobyła brązowy medal w dwójkach bez sternika. W finale uplasowały się o 1,13 sekundy za osadą Bułgarii i o 0,71 sekundy za osadą NRD. Był to debiut tej konkurencji w programie olimpijskim. Był to równocześnie jej jedyny start olimpijski.
W tej samej konkurencji zdobyła też brązowy medal na mistrzostwach świata w Nottingham (1975). 
Ponadto wywalczyła brązowe medale w jedynkach na mistrzostwach Europy w Kopenhadze (1971) i mistrzostwach Europy w Moskwie (1973).
Odznaczona Srebrnym Liściem Laurowym, najwyższym sportowym odznaczeniem państwowym. Po zakończeniu kariery została trenerką personalną.